# عراقيون في الهند
يوجد في الهند مهاجرون من جميع أنحاء العالم. هاجروا لأسباب مختلفة. بعضهم هاجروا لأن أراضيهم تعرضت للغزو وبعضهم هاجروا لأغراض التجارة.
كان هناك تدفق كبير من بلاد فارس إلى الهند خلال القرن 7 الميلادي.
في الهند هناك اثنين من كبرى الطوائف العراقية الذين اختلطوا في نسيج الثقافة الهندية.
الأولى هي فارسية الأصل قبيلة الشمسي (هاجروا في القرن 7م) والثاني عربي الأصل قبيلة التميمي (هاجروا في القرن 8م).

## الدين
غالبية المجتمع العراقي الموجود في الهند هم من المسلمين السنة. وعلى المذهب الحنفي.

## اللغة
اللغة الأساسية لا تزال الأردية. ولأن المجتمعات منتشرة على نطاق واسع في الهند، فمن الممكن أيضا أن يتكلمون اللغة المحلية للمنطقة.
حتى القرن 19 اللغة الفارسية كانت لا يزال في الاستخدام بين المجتمع الشمسي ولكن في الوقت الحالي كلمات فارسية قليلة مستخدمة في اللغة الأردية والفارسية كلغة معروفة من قبل علماء الدين الإسلامي في المجتمع.

## المنطقة
العراقيون في الهند ينتشرون في جميع أنحاء الهند ولكن المراكز السكانية الرئيسية هي: دلهي، غرب ولاية أوتار براديش والبنجاب وكلكتا.